# قرار مجلس الأمن التابع للأمم المتحدة رقم 1256
قرار مجلس الأمن التابع للأمم المتحدة رقم 1256، المتخذ بالإجماع في 3 آب / أغسطس 1999، بعد الإشارة إلى القرارات 1031 (1995) و1088 (1996) و1112 (1997)، وافق المجلس على تعيين فولفغانغ بيتريتش ممثلا ساميا للبوسنة والهرسك.
وفي إشارة إلى اتفاق دايتون، أعرب المجلس عن تقديره لعمل كارلوس وستندورب كممثل سام ووافق على أن يخلفه فولفغانغ بيتريتش. وجدد التأكيد على دور الممثل السامي في مراقبة تنفيذ اتفاق دايتون وتنسيق أنشطة المنظمات والوكالات المدنية التي تعمل على تنفيذ الاتفاق. وأخيرًا، أعاد التأكيد أيضًا على دور الممثل السامي باعتباره السلطة النهائية فيما يتعلق بتفسير الملحق 10 بشأن التنفيذ المدني لاتفاقية السلام.

## روابط خارجية
- نص القرار في undocs.org